# Za tym wielbłądem!
Za tym wielbłądem! (ang. Follow That Camel, alternatywny angielski tytuł Carry On in the Legion) – brytyjska komedia filmowa z 1967 roku w reżyserii Geralda Thomasa i ze scenariuszem Talbota Rothwella. Jest czternastym filmem z cyklu Cała naprzód i zarazem jedynym filmem serii, w którym jedną z głównych ról zagrał amerykański aktor (Phil Silvers), co miało ułatwić Całej naprzód wejście na rynek kinowy za oceanem. Pod względem fabularnym stanowi parodię filmów przygodowych o Legii Cudzoziemskiej.

## Fabuła
Akcja filmu toczy się na początku XX wieku. Bertram West jest angielskim młodzieńcem z wyższych sfer, który zabiega o względy pięknej Lady Jane. Podczas jednej z wizyt w domu jej rodziny pada ofiarą intrygi, przez co zostaje wyproszony przez jej ojca i okryty niesławą. Zdesperowany młodzian postanawia wyjechać do Afryki i zaciągnąć się do Legii Cudzoziemskiej. W podróży towarzyszy mu jego wierny służący. Trafiają do garnizonu Legii gdzieś wśród pustyń północnej Afryki, gdzie dowódcą jest despotyczny Austriak, jego adiutantem gadatliwy frankofon, a sierżantem sadystyczny Amerykanin. Wkrótce legioniści muszą stawić czoła niecnym planom lokalnego arabskiego watażki. Tymczasem Jane odkrywa prawdę o tym, że jej ukochany został oczerniony. Dziewczyna wyrusza do Afryki, by odnaleźć Westa.

## Obsada
- Jim Dale jako Bertram West
- Angela Douglas jako Lady Jane
- Phil Silvers jako sierżant Knocker
- Kenneth Williams jako komendant Burger
- Charles Hawtrey jako kapitan Le Piste
- Peter Butterworth jako Simpson
- Joan Sims jako Zig-Zig
- Bernard Bresslaw jako szejk Abdul
- Anita Harris jako Corktip
- John Bluthal jako kapital Klocki
- William Mervyn jako ojciec Jane

## Produkcja
Podobnie jak przy wszystkich filmach z cyklu Cała naprzód, głównym miejscem realizacji zdjęć były Pinewood Studios. Sceny plenerowe rozgrywające się na Saharze kręcono na wydmach nad kanałem La Manche, w pobliżu wioski Camber w hrabstwie East Sussex.